# Turuntjuk
Turuntjuk-floden (rumænsk: Turunciuc; ukrainsk: Турунчук), også kaldet Ny Dnjestr er en venstre gren af floden Dnjestr, som løber fra Moldova til Ukraine, hvor den løber til Dnjestr-floden nær byen Biljajivka. Den samlede længde af floden er 60 km, bredde 30 m, dybde op til 6 m, i nogle tilfælde op til 9 m.